# 멜버른 쇼그라운즈

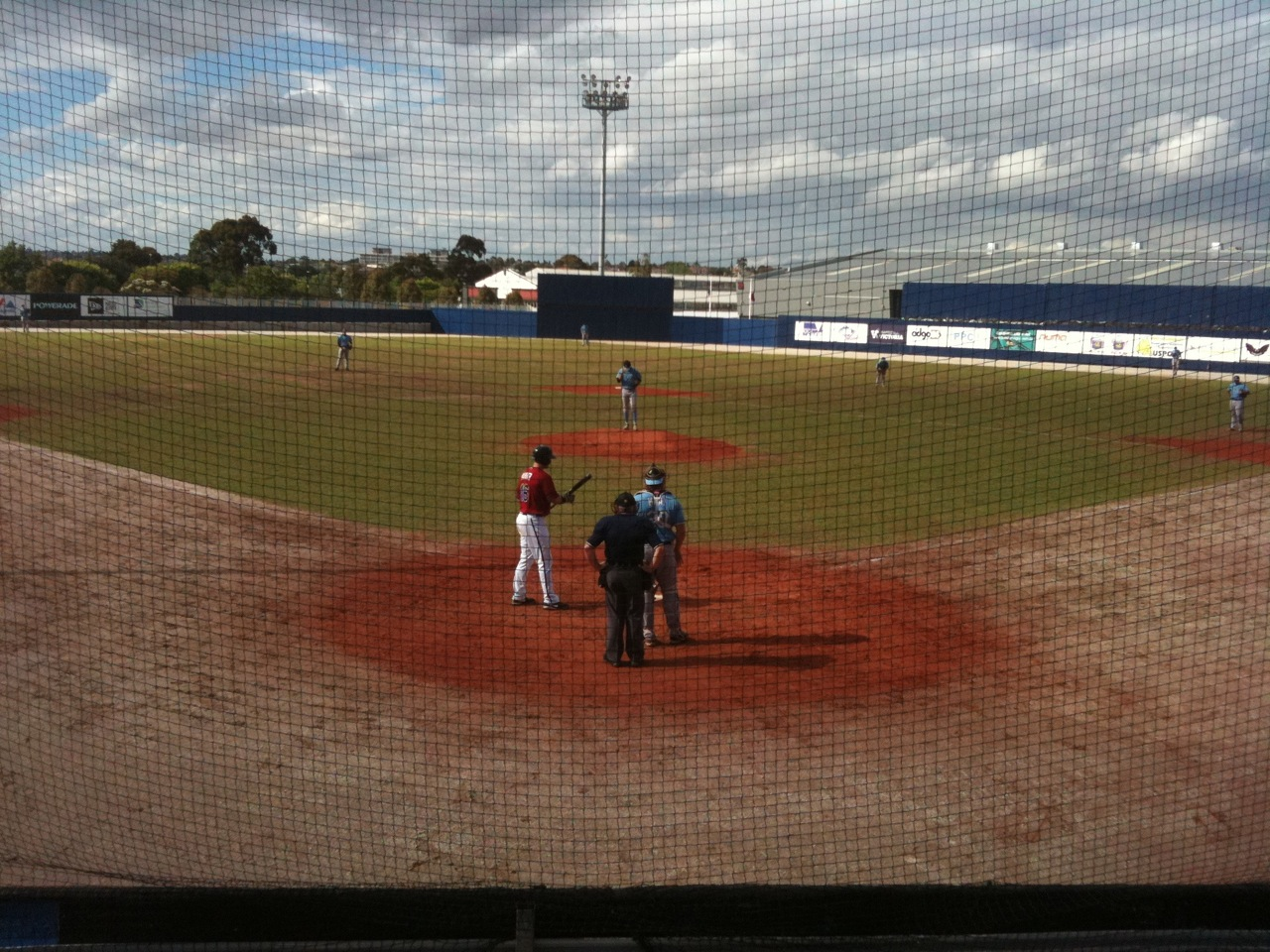

멜버른 쇼그라운즈(Melbourne Showgrounds)는 호주 빅토리아주 멜버른의 경기장이다. 오스트레일리안 베이스볼 리그의 멜버른 에이시스의 홈구장이다.